# Contea di Luding
La contea di Luding (泸定县S, Lúdìng XiànP) è una contea della Cina, situata nella provincia di Sichuan e amministrata dalla prefettura autonoma tibetana di Garzê.